# منتخب جنوب إفريقيا للريشة الطائرة
منتخب جنوب أفريقيا لتنس الريشة (بالإنجليزية: South Africa national badminton team) هو ممثل جنوب أفريقيا الرسمي في المنافسات الدولية والعالمية في كرة الريشة .